# 10 år med Kim & Hallo
10 år med Kim & Hallo är ett samlingsalbum som utkom år 2000 med danska dansbandet Kim & Hallo.

## Låtlista
1. Jeg har en ven (D.Broqvist/S.Gustavsson/Torben Eschen)
2. Mona Lisa (J.Andersson/L.Dahlberg/Torben Eschen)
3. Frimärkesprog (Sören Bundgaard/Bjarne Lisby)
4. Drömmeland (Sören Bundgaard/Keld Heick)
5. Hvorfor spör' du alltid? (Björn & Johnny Hansen/Keld Heick)
6. Dig vil jeg elske al min tid (Mona Gustavsson/Kim Harring)
7. Det er weekend (Kim Harring/Jörgen de Mylius)
8. Glimt i dit öyne (Leon Landgren/Georg Buschor/Fini)
9. Wiggen (Trad.)
10. I morgen vil jeg ringe (Kim Harring/Keld Dons)
11. Hva' har du tänkt dig? (Keld Dons/Hilda & Keld Heick)
12. Over sö og land (S.Nilsson/Keith Almgren/Fini)
13. Puslespil (Kim Harring/Hilda & Keld Heick)
14. Tak for Hver en dag (P.Sahlin/Torben Eschen)
15. Vindens hvisken (Hans Jerner/Torben Eschen)
16. Du ligner din mor (Walter Gerke/Mick Hannes/Jacob Jonia)
17. Det' sommer, det' sommer (Trad./[Fini)
18. Endnu en sang (Sören Bundgaard/Dan Adamsen)
19. Samme tid på söndag (Sören Bundgaard/Held Heick)
20. Ta' og luk mig ind (Keld Dons/Hilda & Keld Heick)
21. Dag og nat (Kim Harring/Hilda & Keld Heick)
22. En dans med dig (P.Grundström/Kim Harring)
23. Ring til mig (Keld Dons)
24. I mange, mange tusinde år (Staffan Ehrling/Kerstin Lindin-Kim Harring)
25. De näre ting (Kurt Foss/Reidar Böe/Aase Sjöduböl-Krogh)